# Евсеев, Евгений Архипович
Евге́ний Архи́пович Евсе́ев (1919—1997) — майор Советской Армии, участник Великой Отечественной войн, Герой Советского Союза (1943).

## Биография
Родился 19 февраля 1919 года в городе Борисоглебске (ныне — Воронежская область). В 1935 году окончил техникум механизации сельского хозяйства, после чего работал в механической мастерской. В 1939 году Евсеев был призван на службу в Рабоче-крестьянскую Красную армию. В 1941 году окончил Борисоглебскую военную авиационную школу лётчиков. С июня 1942 года — на фронтах Великой Отечественной войны. Участвовал в Сталинградской битве.
К декабрю 1942 года лейтенант Евгений Евсеев был лётчиком 629-го истребительного авиаполка 102-й истребительной авиадивизии Войск ПВО. К тому времени он совершил 152 боевых вылета, принял участие в 37 воздушных боях, сбив 6 самолётов противника лично и ещё 1 — в составе группы.
Указом Президиума Верховного Совета СССР от 8 февраля 1943 года за «образцовое выполнение боевых заданий командования на фронте борьбы с немецкими захватчиками и проявленные при этом мужество и героизм» лейтенант Евгений Евсеев был удостоен высокого звания Героя Советского Союза с вручением ордена Ленина и медали «Золотая Звезда» за номером 835.
За годы войны Е. А. Евсеев сбил 8 немецких самолётов лично и 1 в группеБыков М. Ю. Все асы Сталина. 1936—1953. — М.: Яуза, 2014. — С. 374. — (Элитная энциклопедия ВВС). — ISBN 978-5-9955-0712-3..
В 1946 году в звании майора Евсеев был уволен в запас. Проживал в Москве, работал пилотом «Аэрофлота». Скончался 25 августа 1997 года, похоронен на кладбище «Ракитки» в Москве.
Почётный гражданин Борисоглебска. Был награждён двумя орденами Ленина, орденами Отечественной войны 1-й степени и «Знак Почёта», рядом медалей.